# Sieroctwo społeczne
Sieroctwo społeczne – stan określający sytuację i położenie społeczne dzieci, wychowywanych poza rodziną w domach dziecka lub w rodzinach zastępczych ze względów innych niż śmierć rodziców (sieroctwo naturalne) – najczęściej z powodu niewywiązywania się rodziny z podstawowych obowiązków opiekuńczych. Termin ten po raz pierwszy w publicystyce naukowej został użyty przez Władysława Żelazko w 1958 roku, następnie w 1967 roku pojawił się w statystykach Głównego Urzędu Statystycznego opisujących informacje dotyczące braku opieki rodzicielskiej nad dziećmi. 
Termin ten odnosi się również do dzieci, które są wychowywane w rodzinie naturalnej jednak są pozbawione opieki rodziców. Opiekę nad nimi sprawują inne osoby lub instytucje, a kontakt z rodzicami jest niedostateczny lub nie ma go wcale. 